# Гордеев, Дмитрий Александрович
Дмитрий Александрович Гордеев (род. 24 октября 1989, Владивосток, СССР) — российский профессиональный баскетболист, игравший на позиции лёгкого форварда.

## Карьера
Воспитанник баскетбольного клуба «Спартак-Приморье». Прошёл путь из юношеской команды в основную и в 2009 году дебютировал в составе приморского клуба.
В августе 2011 года на предсезонных сборах в Хорватии у Дмитрия было диагностировано воспаление ахилла. Восстановительные процедуры продлились до конца ноября, и в декабре игрок приступил к тренировкам с основной командой, а игровую практику набирал с дублирующим составом. В феврале 2012 года был отправлен в аренду в ревдинский «Темп-СУМЗ» до окончания сезона 2011/2012.
В сентябре 2012 года продлил контракт со «Спартаком-Приморье» ещё на 1 сезон.
В сезоне 2013/2014 выступал за баскетбольный клуб «Рязань», проведя за команду 39 матчей, в среднем набирая за игру 6,7 очка, 0,9 передачи, 0,5 перехвата и 2,2 подбора.
В августе 2014 года стал игроком петербургского «Зенита». В 10 играх Единой лиги ВТБ набирал в среднем 2,6 очков, 1 подбор и 0,4 передачи в среднем за матч. Ещё 9 игр он провёл в Еврокубке, где его средняя результативность составила 4,8 очка, 1,3 подбора, 0,7 передачи.
Перед началом сезона 2015/2016 подписал контракт с екатеринбургским «Уралом», но позже выяснилось, что проблемы со здоровьем не позволяют Гордееву профессионально заниматься спортом. В ноябре 2015 года, Дмитрий объявил о завершении карьеры.

## Достижения
- Чемпион Суперлиги: 2010/2011